# 우나카미정
우나카미정(海上町)은 지바현 동부 가이조군에 설치되었던 정이다. 현재의 아사히시에 해당한다.

## 상세
- 면적:28.59km2
- 인구: 11,153명
- 가구수: 3,385가구
- 인구밀도:390.10명

(이상 2005년 4월 1일 현재)

## 역사
- 1954년 3월 31일 - 다키사토촌, 오메이촌, 쓰루마키촌이 합병해 성립하였다.
- 2005년 7월 1일 - 아사히시, 가토리군 히카타정, 이오카정과 대등 합병해 새로운 아사히시가 되어 동일 우나카미정은 폐지되었다.

## 교통

### 철도
- 동일본여객철도
  - 소부본선
    - 이오카역 - 구라하시역

### 도로
- 일반국도
  - 국도 제126호선
  - 지바현도 71호선 조지 아사히선
  - 지바현도 73호선 조지 우나카미선